# Yamfudin
Yamfudin – gaun wikas samiti we wschodniej części Nepalu w strefie Meći w dystrykcie Taplejung. Według nepalskiego spisu powszechnego z 2001 roku liczył on 147 gospodarstw domowych i 804 mieszkańców (388 kobiet i 416 mężczyzn).